# 파니 스미스
파니 스미스(영어·프랑스어: Fanny Smith, 1992년 5월 20일~)는 스위스의 프리스타일 스키 선수로 주 종목은 스키크로스이다. 올림픽에 4회 참가했으며 2018년 동계 올림픽과 2022년 동계 올림픽에서 여자 스키크로스 동메달을 획득했다. 또한 세계 선수권 대회에서 금메달 3개, 은메달 3개, 동메달 2개를 획득했으며, 프리스타일 스키 월드컵에서 스키크로스 부문 3회 우승을 달성했다.